# Rosa-Luxemburg-Platz
Rosa-Luxemburg-Platz er en trekantet plads i bydelen Mitte i Berlin, Tyskland. Under Den Kolde Krig var pladsen beliggende i Østberlin. Den ligger i Spandauer Vorstadt, tidligere kaldt Scheunenviertel. Ved pladsen ligger teatret Volksbühne, og i den sydlige ende af pladen ligger desuden den karakteristiske biograf Babylon, bygget 1927-1929 efter tegninger af Hans Poelzig. Pladsen rummer desuden Karl-Liebknecht-Haus, der er hovedkvarter for det tyske socialistiske parti Die Linke og før det for Kommunistische Partei Deutschlands, der købte huset i 1926.
Pladsen har sit navn efter socialdemokraten, kommunisten og antimilitaristen Rosa Luxemburg, men pladsen har haft mange navne. Fra 1907 til 1910 hed den Babelsberger Platz, Bülowplatz 1910-1933, Horst-Wessel-Platz 1933-1945, Liebknechtplatz (1945-1947) og Luxemburgplatz (1947-1969). Den fik sit nuværende navn af SED-myndighederne i 1969.
Rosa-Luxemburg-Platz er kendt som gerningsstedet for drabet på to politimænd, Paul Anlauf og Franz Lenk, udført på ordre fra Kommunistische Partei Deutschlands i 1931. Morderne flygtede efterfølgende til Sovjetunionen. I 1934 blev der bygget et mindesmærke for ofrene, udført af Hans Dammann. Det blev indviet 29. september samme år. Efter en af morderne, den senere Stasi-leder Erich Mielke, kom tilbage til Tyskland, blev mindesmærket fjernet i begyndelsen af 1950. Mielke blev dømt for drabene in absentia i 1934 og igen i 1993. I 2006 blev et mindesmærke for Rosa Luxemburg indviet, udført af kunstneren Hans Haacke. Mindesmærket er udført i beton og viser citater og fragmenter fra Luxemburgs skrifter.
På pladsen findes desuden en U-Bahn-station.
52°31′37″N 13°24′40″Ø / 52.5269°N 13.4111°Ø